# Кувакан
Кувакан (башк. Ҡыуаҡан) — давньобашкирське плем'я, в складі північно-східних башкир.

## Родовий склад
- Єлан
- Киркуле (Родові підрозділи: борошном, айлі)
- Сатка
- Сагіт
- Тау
- Тубеляс (Родові підрозділи: актамак-кувакан, калмак, какаш-мукеш, кудей, киргиз, монгол, ерестен, сюмей, сюмей гундар, тештек, узбек).

## Етнічна історія
Кувакан — плем'я давньотюркського походження у складі табинських башкирів. Етнонім кувакан пов'язаний з алтайськими родами куакан, курикан, куман, кумандинці, ку-кижи (лебединці) - у значенні 'поклоняються птиці'. У світлі того, що курикани на Алтаї відомі як телеське плем'я, можна припустити, що міграція кувакан на Південний Урал пов'язана з переселенням частини телеських племен на захід (див. етнічну історію башкирів роду телеу).

## Історія розселення
На Південному Уралі кувакани розселялися спільно з кара-табинцами. На території Башкортостану плем'я зайняло долину р. Юрюзань. У XVIII-XIX ст., під тиском російських колонізаторів, зацікавлених в землях для розвитку гірничорудної промисловості, куваканці мігрували невеликими групами на північний схід Башкортостану і в Зауралля. Нині на території розселення кувакан знаходиться Учалинський район Республіки Башкортостан.